# Línea 631 (Interurbanos Madrid)
La línea 631 de la red de autobuses interurbanos de Madrid une el intercambiador de Moncloa (Madrid) con Torrelodones, Galapagar y Colmenarejo.

## Características
Esta línea une el Intercambiador de Moncloa con Torrelodones, Galapagar y Colmenarejo. 
Circula por el carril Bus-VAO de la A-6 mientras esté abierto. 
Los servicios que paran en Las Rozas y Torrelodones, sólo permiten la recogida de viajeros en sentido Colmenarejo y la bajada de viajeros en sentido Madrid.
La línea no mantiene los mismos horarios todo el año, desde el 1 al 31 de agosto se reducen el número de expediciones, además de los días excepcionales vísperas de festivo y festivos de Navidad en los que los horarios también cambian y se reducen.
Está operada por la empresa Julián de Castro a través de Avanza Movilidad Integral mediante la concesión administrativa VCM-605 - Madrid – Galapagar – Colmenarejo (Viajeros Comunidad de Madrid) del Consorcio Regional de Transportes de Madrid.

## Horarios
| Lunes a viernes laborables (Vigente del 1 de septiembre al 31 de julio)              |
| De 6:35 a 14:00 cada 10-15 minutos                                                   |
| De 14:00 a 16:25 cada 5-10 minutos                                                   |
| De 16:45 a 23:15 cada 10-15 minutos                                                  |
| A 23:35 - 23:55                                                                      |
| SERVICIO 631A: 8:00, directo a Colmenarejo por la ctra. M-505.                       |
| SERVICIOS QUE PARAN EN LAS ROZAS DE MADRID (Burgocentro)                             |
| De 6:45 a 23:15 cada 30 minutos                                                      |
| Sábados laborables, domingos y festivos (Vigente del 1 de septiembre al 31 de julio) |
| De 6:40 a 18:00 cada 20 minutos                                                      |
| De 18:00 a 22:00 cada 15 minutos                                                     |
| A 22:20 - 22:40 - 23:10 - 23:40                                                      |
| SERVICIOS QUE PARAN EN LAS ROZAS DE MADRID (Burgocentro)                             |
| De 6:40 a 17:40 cada hora                                                            |
| A 18:45 - 19:45 - 20:45 - 21:45 - 22:40 - 23:40                                      |
| Lunes a viernes laborables (Vigente agosto)                                          |
| A 6:45 - 7:00                                                                        |
| De 7:15 a 9:45 cada 10 minutos                                                       |
| De 9:45 a 21:15 cada 15 minutos                                                      |
| De 21:15 a 23:55 cada 20 minutos                                                     |
| SERVICIOS QUE PARAN EN LAS ROZAS DE MADRID (Burgocentro)                             |
| De 6:45 a 21:15 cada 30 minutos                                                      |
| A 22:15 - 23:15                                                                      |
| Sábados laborables, domingos y festivos (Vigente agosto)                             |
| De 6:45 a 23:45 cada 30 minutos                                                      |
| SERVICIOS QUE PARAN EN LAS ROZAS DE MADRID (Burgocentro)                             |
| De 6:45 a 23:45 cada hora                                                            |

| Lunes a viernes laborables (Vigente del 1 de septiembre al 31 de julio)                                                                       |
| De 5:30 a 22:10 cada 10-15 minutos |
| A 22:30 - 22:50 |
| SERVICIOS 631A: 7:00, 7:15 y 7:45, directo a Madrid por la ctra. M-505.                                                                       |
| SERVICIOS EXPRÉS: 5:50, 6:50, 7:50, 8:50, 9:55, 14:50, 15:50, 16:50, 17:50 18:50, 19:50 y 20:55 en Torrelodones por calle Rosario Manzaneque. |
| SERVICIOS QUE PARAN EN LAS ROZAS DE MADRID (Burgocentro)                                                                                      |
| De 5:40 a 22:10 cada 30 minutos |
| Refuerzos desde Galapagar de lunes a viernes laborables                                                                                       |
| A 6:30 - 6:40 - 7:00 - 7:15 - 7:25 - 7:35 |
| 7:45 - 7:55 - 8:15 - 8:30 - 8:45 - 9:00 |
| Sábados laborables, domingos y festivos (Vigente del 1 de septiembre al 31 de julio)                                                          |
| De 5:40 a 17:00 cada 20 minutos |
| De 17:00 a 21:00 cada 15 minutos |
| A 21:20 - 21:40 - 22:10 - 22:40 |
| SERVICIOS QUE PARAN EN LAS ROZAS DE MADRID (Burgocentro)                                                                                      |
| De 5:40 a 16:40 cada hora |
| A 17:45 - 18:45 - 19:45 - 20:45 - 21:40 - 22:40                                                                                               |
| Lunes a viernes laborables (Vigente agosto)                                                                                                   |
| A 5:30 - 5:40 - 5:55 |
| De 6:10 a 8:40 cada 10 minutos |
| De 8:40 a 20:10 cada 15 minutos |
| De 20:10 a 22:50 cada 20 minutos |
| SERVICIOS QUE PARAN EN LAS ROZAS DE MADRID (Burgocentro)                                                                                      |
| De 5:40 a 20:10 cada 30 minutos |
| A 21:10 - 22:10 |
| Sábados laborables, domingos y festivos (Vigente agosto)                                                                                      |
| De 5:40 a 22:40 cada 30 minutos |
| SERVICIOS QUE PARAN EN LAS ROZAS DE MADRID (Burgocentro)                                                                                      |
| De 5:40 a 22:40 cada hora |

## Recorrido y paradas

### Sentido Colmenarejo
| Código                                                                              | Parada                                     | Común con                                | Conexión con Metro | Municipio    | Zona |
| ----------------------------------------------------------------------------------- | ------------------------------------------ | ---------------------------------------- | ------------------ | ------------ | ---- |
| 06002                                                                               | Intercambiador de Moncloa (dársena 2)      | Autobuses interurbanos del Corredor 6    | Moncloa            | Madrid       |      |
| Las expediciones con paso por Burgocentro (Las Rozas) realizan la siguiente parada: |                                            |                                          |                    |              |      |
| 06149                                                                               | Ctra. M505 - Burgocentro                   | 627 633 641 642 643 645 661 661A 662 685 |                    | Las Rozas    |      |
| Los servicios 631A directos NO realizan las siguientes paradas:                     |                                            |                                          |                    |              |      |
| 06032                                                                               | Camino Valladolid - P.º Joaquín R. Jiménez | 611 612 613 635 685 1 4 5                |                    | Torrelodones |      |
| 06034                                                                               | Camino Valladolid - Iglesia                | 611 612 635 685 1 4 5                    |                    | Torrelodones |      |
| 15972                                                                               | Camino Valladolid - M. López Villaseñor    | 610 611 612 635 685                      |                    | Torrelodones |      |
| 12951                                                                               | Av. Comunidad Madrid - Colegios            | 633                                      |                    | Torrelodones |      |
| 06057                                                                               | Av. Torrelodones - Urb. Las Marías         | 633 1 2 4 5                              |                    | Torrelodones |      |
| 10726                                                                               | Av. Torrelodones - Guardia Civil           | 633 1 2 4 5                              |                    | Torrelodones |      |
| 06058                                                                               | Jesusa Lara - Parque Pradogrande           | 633 1 2 4 5                              |                    | Torrelodones |      |
| 10727                                                                               | Jesusa Lara - Casa de la Cultura           | 633 1 2 4 5                              |                    | Torrelodones |      |
| 06071                                                                               | Ctra. Torrelodones - Antonio Lasso         | 633                                      |                    | Galapagar    |      |
| 06072                                                                               | Ctra. Torrelodones - Urb. Los Jarales      | 633                                      |                    | Galapagar    |      |
| 06073                                                                               | Ctra. Torrelodones - Urb. El Corzo         | 633                                      |                    | Galapagar    |      |
| 06070                                                                               | Ctra. Torrelodones - Cañuelo               | 633                                      |                    | Galapagar    |      |
| 06074                                                                               | Soberanía - Pza. Cruz Roja                 | 633                                      |                    | Galapagar    |      |
| Paradas del itinerario común                                                        |                                            |                                          |                    |              |      |
| 20845                                                                               | Ctra. Colmenarejo - Escuela Infantil       | 630 633 634                              |                    | Galapagar    |      |
| 09144                                                                               | Ctra. M510 - Urb. El Cerrillo              | 630 633 634                              |                    | Galapagar    |      |
| 09147                                                                               | Cañada de las Merinas - Ctra. Galapagar    | 630 633 634                              |                    | Colmenarejo  |      |
| 09146                                                                               | Cañada de las Merinas - Centro de Salud    | 630 633 634                              |                    | Colmenarejo  |      |
| 12372                                                                               | Cañada de las Merinas - Instituto          | 633                                      |                    | Colmenarejo  |      |
| 12374                                                                               | Av. Universidad Carlos III - Polideportivo | 633                                      |                    | Colmenarejo  |      |
| 12376                                                                               | Av. Universidad Carlos III - Residencia    | 633                                      |                    | Colmenarejo  |      |
| 12378                                                                               | Av. Carlos III - Universidad               | 633                                      |                    | Colmenarejo  |      |

### Sentido Madrid
NOTA: Las expediciones que circulan por el carril BUS-VAO de la A-6 no realizan las paradas sombreadas en azul.
| Código                                                                                | Parada                                     | Común con                                                                                         | Conexión con Metro | Municipio    | Zona |
| ------------------------------------------------------------------------------------- | ------------------------------------------ | ------------------------------------------------------------------------------------------------- | ------------------ | ------------ | ---- |
| 12378                                                                                 | Av. Carlos III - Universidad               | 633                                                                                               |                    | Colmenarejo  |      |
| 12377                                                                                 | Av. Universidad Carlos III - Residencia    | 633                                                                                               |                    | Colmenarejo  |      |
| 12375                                                                                 | Av. Universidad Carlos III - Polideportivo | 633                                                                                               |                    | Colmenarejo  |      |
| 12373                                                                                 | Ctra. Villanueva del Pardillo - Instituto  | 633                                                                                               |                    | Colmenarejo  |      |
| 12371                                                                                 | Cañada de las Merinas - Centro de Salud    | 633                                                                                               |                    | Colmenarejo  |      |
| 09145                                                                                 | Cañada de las Merinas - Ctra. Galapagar    | 630 633                                                                                           |                    | Colmenarejo  |      |
| 20904                                                                                 | Ctra. M510 - Urb. El Cerrillo              | 630 633                                                                                           |                    | Galapagar    |      |
| Los servicios 631A directos NO realizan más paradas desde aquí hasta llegar a Madrid. |                                            |                                                                                                   |                    |              |      |
| 09998                                                                                 | Soberanía - Pza. Cruz Roja                 | 633 634                                                                                           |                    | Galapagar    |      |
| 06077                                                                                 | Ctra. Torrelodones - Cañuelo               | 633                                                                                               |                    | Galapagar    |      |
| 09072                                                                                 | Ctra. Torrelodones - Urb. El Corzo         | 633                                                                                               |                    | Galapagar    |      |
| 06078                                                                                 | Ctra. Torrelodones - Urb. Los Jarales      | 633                                                                                               |                    | Galapagar    |      |
| 06079                                                                                 | Ctra. Torrelodones - Monte Inés            | 633                                                                                               |                    | Galapagar    |      |
| 16701                                                                                 | Jesusa Lara - Casa de la Cultura           | 633                                                                                               |                    | Torrelodones |      |
| 06092                                                                                 | Jesusa Lara - Parque Pradogrande           | 633 635 1 2 4 5                                                                                   |                    | Torrelodones |      |
| Los servicios exprés realizan la siguiente parada:                                    |                                            |                                                                                                   |                    |              |      |
| 20098                                                                                 | Av. Rosario Manzaneque - Francisco Lencina |                                                                                                   |                    | Torrelodones |      |
| Los servicios exprés NO realizan las siguientes paradas:                              |                                            |                                                                                                   |                    |              |      |
| 10704                                                                                 | Av. Torrelodones - Guardia Civil           | 633 635 1 2 4 5                                                                                   |                    | Torrelodones |      |
| 06093                                                                                 | Av. Torrelodones - Urb. Las Marías         | 633 635 1 2 4 5                                                                                   |                    | Torrelodones |      |
| 06094                                                                                 | Ctra. A6 - Av. Torrelodones                | 610 611 633 635 664 685                                                                           |                    | Torrelodones |      |
| Las expediciones con paso por Burgocentro (Las Rozas) realizan la siguiente parada:   |                                            |                                                                                                   |                    |              |      |
| 06164                                                                                 | Ctra. M505 - Burgocentro                   | 641 642 643 645 661 661A 662 685                                                                  |                    | Las Rozas    |      |
| Paradas del itinerario común                                                          |                                            |                                                                                                   |                    |              |      |
| 06166                                                                                 | Ctra El Escorial - Quinta del Sol          | 621 622 623 625 627 628 629 641 642 643                                                           |                    | Las Rozas    |      |
| 11090                                                                                 | Ctra. M505 - Cerezales                     | 621 622 623 625 627 628 629                                                                       |                    | Las Rozas    |      |
| 06268                                                                                 | Av. Padre Huidobro - P.º Ermita            | 621 622 623 625 627 628 629 635 641 642 643 651 652 653 654 655 656 656A 657 661 661A 662 664 815 |                    | Madrid       |      |
| 23                                                                                    | Filosofía B - Estadística                  | Autobuses interurbanos del Corredor 6                                                             |                    | Madrid       |      |
| 06002                                                                                 | Intercambiador de Moncloa (dársena 2)      | Autobuses interurbanos del Corredor 6                                                             | Moncloa            | Madrid       |      |

## Galería de imágenes

Mapa de la distribución de dársenas del intercambiador de Moncloa con la distribución de cabeceras de las líneas de autobuses, entre las que aparece la línea 631.